# 烈火中的考验
《烈火中的考验：亚伯拉罕·林肯与美国奴隶制》（英語：The Fiery Trial: Abraham Lincoln and American Slavery），艾瑞克·方納著，2010年出版，获班克罗夫特奖、普利策奖和林肯奖。中译本于2017年3月出版，于留振译。同年埃里克·方纳在北京举行的《烈火中的考验》新书发布会与读者见面。